# Koyom
 Koyom è un comune del Ciad situato nel dipartimento di Mayo-Boneye, provincia di Mayo-Kebbi Est.